# Fernán Faerron
Fernán José Faerron Tristán (Oreamuno, Cartago, Costa Rica, 22 de agosto de 2000) es un futbolista costarricense que juega como defensa central en el FC Vorskla Poltava de la Liga Premier de Ucrania. Popularmente conocido como "Faraón"

## Trayectoria
Es originario de Boquerón de Cipreses en Oreamuno de Cartago. A los siete años empezó a jugar fútbol en la escuela y al cumplir los once pasó un tiempo en las divisiones menores del Deportivo Saprissa, hasta que pasó a la academia de Fútbol Consultants para concluir su formación.

### Belén F. C.
A los 16 años fue parte de la plantilla de Belén que enfrentó el Campeonato de Verano 2017, aunque no logró hacer su debut en la máxima categoría al ser suplente en siete oportunidades.

### Fútbol Consultants
Regresó a Fútbol Consultants para participar en la primera temporada del equipo en la Segunda División. Su debut se produjo el 22 de octubre de 2017, en un compromiso que perdió su conjunto por 4-3 ante Aserrí y donde Faerron fue titular en la totalidad de los minutos.
En mayo de 2018, se anunció que Faerron hizo una pasantía en el Vålerenga de Noruega. Desde que alcanzó los 18 años, permaneció seis meses en el LASK Linz de Austria.

### Santos de Guápiles
A partir del Torneo de Clausura 2019, Fernán salió a préstamo al Santos de Guápiles donde haría su debut en la máxima categoría el 16 de febrero, anotando uno de los goles de la victoria 2-1 sobre el Cartaginés.

### L. D. Alajuelense
El 5 de enero de 2020, se oficializó la llegada del defensor a Alajuelense por el periodo de un año.
El 20 de diciembre de 2020, Faerron se proclamó campeón del Torneo de Apertura al derrotar a Herediano en las dos finales con marcadores de 1-0.
El 3 de febrero de 2021, Fernán conquistó su segundo título en el club tras vencer al Deportivo Saprissa por 3-2 en la final de Liga Concacaf. El 5 de febrero firmó su renovación hasta junio de 2025.
El 14 de enero de 2022, el equipo anunció el finiquito de contrato en mutuo acuerdo con el jugador.

### Hamarkameratene
El 20 de febrero de 2022, se confirmó su fichaje en el Hamarkameratene de Noruega.

### C.S Herediano
El 27 de enero de 2023 fue fichado por el C.S Herediano por un contrato de un año.

### F. C. Vorskla Poltava
El 6 de febrero de 2025, se oficializó su fichaje al Vorskla Poltava en condición de préstamo con opción a compra. El 13 de abril debutó en la liga de Ucrania contra el Polissya Zhytomyr, dándose su ingreso al minuto 80 en la derrota 0-2, cinco días después, sumó su segundo partido disputado, esta vez como titular y sustituido al inicio de la segunda parte, el encuentro terminó con derrota 1-3.

## Selección nacional

### Categorías inferiores
El 7 de abril de 2017, Faerron fue seleccionado por el entrenador Breansse Camacho para afrontar el Campeonato Sub-17 de la Concacaf, con sede en Panamá. El primer encuentro tuvo lugar el 22 de abril en el Estadio Maracaná, escenario donde su nación enfrentó al combinado de Canadá. Fernán apareció en la alineación titular y completó la totalidad de los minutos en la victoria ajustada de 2-1. Para el siguiente compromiso de tres días después contra Surinam, se presentaría la ganancia de 3-0. Su selección terminó la fase de grupos como líder invicto tras vencer en la última fecha a Cuba con cifras de 3-1, compromiso donde el defensor permaneció en el banquillo. En la etapa decisiva se presentó la victoria sobre el anfitrión Panamá (2-1) y la derrota ante México (1-6). El puntaje obtenido por su grupo le permitió acceder a uno de los cupos directos al Mundial que se llevaría a cabo en India.
En rueda de prensa dada por el director técnico Camacho el 18 de septiembre de 2017, se determinó el llamado de Fernán para llevar a cabo la realización de la Copa Mundial Sub-17. El 7 de octubre se desarrolló la primera jornada para su país en el Mundial de la India, precisamente en el Estadio Fatorda de la ciudad de Margao, contra el conjunto de Alemania. Faerron empezó en la alineación titular con la dorsal «3» y las cifras de 2-1 decretaron la derrota de los costarricenses. Tres días después se disputó el cotejo frente a Guinea (2-2) en el mismo escenario deportivo. Al igual que en el partido anterior, Fernán estuvo en el once inicial y alcanzó la totalidad de los minutos. El 13 de octubre fue titular en la pérdida de 0-3 ante Irán. El bajo rendimiento mostrado durante las tres fechas del grupo C, tuvo como consecuencia la eliminación de su escuadra en el cuarto sitio de la tabla.
El 22 de octubre de 2018, el defensa fue seleccionado por Breansse Camacho para jugar el Campeonato Sub-20 de la Concacaf. El 1 de noviembre fue suplente en la victoria de goleada por 5-0 sobre Bermudas. Su selección completó el grupo E con los triunfos ante Barbados (2-0), Haití (1-0) y Santa Lucía (0-6) —con participación de 19 minutos de Faerron—. Con el empate 1-1 contra Honduras y la derrota 4-0 frente a Estados Unidos, el conjunto costarricense quedó eliminado de optar por un cupo al Mundial de Polonia 2019.
El 10 de marzo de 2021, Faerron fue incluido en la lista final del entrenador Douglas Sequeira, para enfrentar el Preolímpico de Concacaf. El 18 de marzo completó la totalidad de los minutos frente a Estados Unidos en el Estadio Jalisco, donde se dio la derrota por 1-0. Tres días después permaneció en el banquillo para el revés 3-0 ante México en el Estadio Akron. Este resultado dejó fuera a la selección costarricense de optar por un boleto a los Juegos Olímpicos de Tokio. El 24 de marzo regresó a la estelaridad del triunfo de trámite por 5-0 sobre República Dominicana.

#### Participaciones en juveniles
| Competición                           | Sede           | Resultado      | Partidos | Goles |
| ------------------------------------- | -------------- | -------------- | -------- | ----- |
| Campeonato Sub-17 de la Concacaf 2017 | Panamá         | Clasificado    | 4        | 0     |
| Copa Mundial Sub-17 de 2017           | India          | Fase de grupos | 3        | 0     |
| Campeonato Sub-20 de la Concacaf 2018 | Estados Unidos | Eliminado      | 1        | 0     |
| Preolímpico de Concacaf de 2020       | México         | Fase de grupos | 2        | 0     |

### Selección absoluta
El 28 de enero de 2024, fue convocado por el director técnico Gustavo Alfaro para un partido amistoso en fecha no FIFA contra El Salvador. El 2 de febrero debutó contra El Salvador, Faerron disputó la totalidad de minutos en la victoria 2-0.
El 15 de marzo de 2024, se oficializó su convocatoria para el partido del Repechaje de la Copa América 2024 contra Honduras y el amistoso contra Argentina.

#### Participaciones internacionales
| Competición                             | Sede     | Resultado        | Partidos | Goles |
| --------------------------------------- | -------- | ---------------- | -------- | ----- |
| Liga de Naciones de la Concacaf 2024-25 | Concacaf | Cuartos de final | 1        | 0     |

#### Participaciones en eliminatorias
| Eliminatoria               | Sede                             | Resultado   | Partidos | Goles |
| -------------------------- | -------------------------------- | ----------- | -------- | ----- |
| Clasificación Mundial 2026 | Estados Unidos · México · Canadá | Por definir | 0        | 0     |

## Estadísticas

### Clubes
Actualizado al último partido jugado el 18 de abril de 2025.
| Club                            | Div.          | Temporada     | Liga  | Liga  | Liga   | Copas nacionales | Copas nacionales | Copas nacionales | Copas internacionales | Copas internacionales | Copas internacionales | Total | Total | Total  |
| Club                            | Div.          | Temporada     | Part. | Goles | Asist. | Part.            | Goles            | Asist.           | Part.                 | Goles                 | Asist.                | Part. | Goles | Asist. |
| ------------------------------- | ------------- | ------------- | ----- | ----- | ------ | ---------------- | ---------------- | ---------------- | --------------------- | --------------------- | --------------------- | ----- | ----- | ------ |
| F. C. Desamparados · Costa Rica |               |               |       |       |        |                  |                  |                  |                       |                       |                       |       |       |        |
| 2.ª                             | 2017-18       | 8             | 0     | 0     | —      | —                | —                | —                | —                     | —                     | 8                     | 0     | 0     |        |
| 2.ª                             | 2018-19       | 1             | 0     | 0     | —      | —                | —                | —                | —                     | —                     | 1                     | 0     | 0     |        |
| Total club                      | Total club    | 9             | 0     | 0     | 0      | 0                | 0                | 0                | 0                     | 0                     | 9                     | 0     | 0     |        |
| Santos de Guápiles · Costa Rica |               |               |       |       |        |                  |                  |                  |                       |                       |                       |       |       |        |
| 1.ª                             | 2019-19       | 8             | 2     | 0     | —      | —                | —                | —                | —                     | —                     | 8                     | 2     | 0     |        |
| 1.ª                             | 2019-20       | 17            | 3     | 0     | —      | —                | —                | —                | —                     | —                     | 17                    | 3     | 0     |        |
| Total club                      | Total club    | 25            | 5     | 0     | 0      | 0                | 0                | 0                | 0                     | 0                     | 25                    | 5     | 0     |        |
| L. D. Alajuelense · Costa Rica  |               |               |       |       |        |                  |                  |                  |                       |                       |                       |       |       |        |
| 1.ª                             | 2019-20       | 12            | 0     | 1     | —      | —                | —                | —                | —                     | —                     | 12                    | 0     | 1     |        |
| 1.ª                             | 2020-21       | 33            | 3     | 1     | —      | —                | —                | 6                | 0                     | 0                     | 39                    | 3     | 1     |        |
| 1.ª                             | 2021-22       | 13            | 1     | 1     | —      | —                | —                | 2                | 0                     | 0                     | 15                    | 1     | 1     |        |
| Total club                      | Total club    | 58            | 4     | 3     | 0      | 0                | 0                | 8                | 0                     | 0                     | 66                    | 4     | 3     |        |
| Hamarkameratene · Noruega       |               |               |       |       |        |                  |                  |                  |                       |                       |                       |       |       |        |
| 1.ª                             | 2022          | 11            | 0     | 0     | 3      | 0                | 0                | —                | —                     | —                     | 14                    | 0     | 0     |        |
| Total club                      | Total club    | 11            | 0     | 0     | 3      | 0                | 0                | 0                | 0                     | 0                     | 14                    | 0     | 0     |        |
| C. S. Herediano · Costa Rica    |               |               |       |       |        |                  |                  |                  |                       |                       |                       |       |       |        |
| 1.ª                             | 2022-23       | 13            | 0     | 0     | —      | —                | —                | —                | —                     | —                     | 13                    | 0     | 0     |        |
| 1.ª                             | 2023-24       | 34            | 0     | 2     | 3      | 0                | 0                | 12               | 2                     | 0                     | 49                    | 2     | 2     |        |
| 1.ª                             | 2024-25       | 22            | 1     | 1     | —      | —                | —                | 6                | 0                     | 0                     | 28                    | 1     | 1     |        |
| Total club                      | Total club    | 69            | 1     | 3     | 3      | 0                | 0                | 18               | 2                     | 0                     | 90                    | 3     | 3     |        |
| F. C. Vorskla Poltava · Ucrania |               |               |       |       |        |                  |                  |                  |                       |                       |                       |       |       |        |
| 1.ª                             | 2024-25       | 2             | 0     | 0     | —      | —                | —                | —                | —                     | —                     | 2                     | 0     | 0     |        |
| Total club                      | Total club    | 2             | 0     | 0     | 0      | 0                | 0                | 0                | 0                     | 2                     | 0                     | 0     | 0     |        |
| Total carrera                   | Total carrera | Total carrera | 174   | 10    | 6      | 6                | 0                | 0                | 26                    | 2                     | 0                     | 197   | 12    | 6      |
| 1. 2. Fuente:Transfermarkt      |               |               |       |       |        |                  |                  |                  |                       |                       |                       |       |       |        |

### Selección de Costa Rica
Actualizado al último partido jugado el 21 de marzo de 2025.
| Selección                                         | Año | Eliminatorias | Eliminatorias | Eliminatorias | Continental | Continental | Continental | Mundial | Mundial | Mundial | Amistosos | Amistosos | Amistosos | Total | Total | Total  |
| Selección                                         | Año | Part.         | Goles         | Asist.        | Part.       | Goles       | Asist.      | Part.   | Goles   | Asist.  | Part.     | Goles     | Asist.    | Part. | Goles | Asist. |
| ------------------------------------------------- | --- | ------------- | ------------- | ------------- | ----------- | ----------- | ----------- | ------- | ------- | ------- | --------- | --------- | --------- | ----- | ----- | ------ |
| Absoluta · Costa Rica                             |     |               |               |               |             |             |             |         |         |         |           |           |           |       |       |        |
| 2024                                              | —   | —             | —             | 1             | 0           | 0           | —           | —       | —       | 2       | 0         | 0         | 3         | 0     | 0     |        |
| 2025                                              | 0   | 0             | 0             | 1             | 0           | 0           | —           | —       | —       | 1       | 0         | 0         | 2         | 0     | 0     |        |
| Total                                             | 0   | 0             | 0             | 2             | 0           | 0           | 0           | 0       | 0       | 3       | 0         | 0         | 5         | 0     | 0     |        |
| 1. Fuente:Transfermarkt / National Football Teams |     |               |               |               |             |             |             |         |         |         |           |           |           |       |       |        |

## Palmarés

### Títulos nacionales
| Título                         | Club              | País       | Año  |
| ------------------------------ | ----------------- | ---------- | ---- |
| Primera División de Costa Rica | L. D. Alajuelense | Costa Rica | 2020 |
| Supercopa de Costa Rica        | C. S. Herediano   | Costa Rica | 2024 |
| Primera División de Costa Rica | C. S. Herediano   | Costa Rica | 2024 |

### Títulos internacionales
| Título        | Equipo            | Sede     | Año  |
| ------------- | ----------------- | -------- | ---- |
| Liga Concacaf | L. D. Alajuelense | Alajuela | 2020 |

### Distinciones individuales
| Distinción                                   | Año  |
| -------------------------------------------- | ---- |
| Mejor jugador joven de la Liga Concacaf 2020 | 2021 |

## Polémicas
Fernán Faerron arrastra polémicas desde el 2022, mientras se encontraba en la L. D. Alajuelense, el utilero y masajista de la institución realizó de manera pública la declaración sobre el comportamiento de Faerron.
En su etapa con la L. D. Alajuelense, el icónico Bryan Ruiz realizó comentarios sobre el futbolista, como también Harold Wallace respecto a su comportamiento en la institución.
Después de su salida con la L. D. Alajuelense, el futbolista se unió al Club Sport Herediano el 27 de enero de 2023, la cual desde esa fecha, Faerron ha aumentando sus polémicas en la competición costarricense. El 27 de febrero de 2023, Faerron realizó la señas obscenas de los dedos a algunos aficionados de la gradería de Municipal Pérez Zeledón.
El 2 de abril, comunicó el gerente deportivo Robert Garbanzo del Club Sport Herediano el malestar de sus actitudes.
El 1 de noviembre de 2023, Faerron disputó la Copa Centroamericana de Concacaf en el torneo internacional de la Concacaf en semifinales contra la L. D. Alajuelense, en un acto polémico, la plantilla del Club Sport Herediano realizó el saludo a sus rivales al inicio del compromiso, sin embargo, Faerron no saludó a ninguno, caminando con la vista al frente.
El 13 de diciembre de 2023, el tribunal disciplinario de la UNAFUT le colocó una sanción de 6 partidos, más una multa de ₡393, 750 colones por utilizar gestos obcenos en contra del árbitro asistente.